# Vallée du Regino
Vallée du Regino este o arie protejată (arie de protecție specială avifaunistică — SPA) din Franța întinsă pe o suprafață de 3.713 ha, integral pe uscat.

## Localizare
Centrul sitului Vallée du Regino este situat la coordonatele 42°35′00″N 8°58′00″E / 42.58333°N 8.96667°E.

## Înființare
Situl Vallée du Regino a fost declarat arie de protecție specială avifaunistică în baza directivei 79/409 din 1979 referitoare la conservarea păsărilor sălbatice pentru a proteja 11 specii de animale.

## Biodiversitate
Situată în ecoregiunea mediteraneană, aria protejată nu include niciun habitat protejat.
La baza desemnării sitului se află mai multe specii protejate de  păsări (11): fâsă-de-câmp (Anthus campestris), acvilă de munte (Aquila chrysaetos), pasărea ogorului (Burhinus oedicnemus), caprimulg (Caprimulgus europaeus), dumbrăveancă (Coracias garrulus), șoim călător (Falco peregrinus), sfrâncioc roșiatic (Lanius collurio), ciocârlie de pădure (Lullula arborea), gaia roșie (Milvus milvus), Sylvia sarda, silvie de tufiș (Sylvia undata)
Pe lângă speciile protejate, pe teritoriul sitului au mai fost identificate 1 specie de păsări.